# Carská akademie umění
Carská akademie umění (rusky Императорская Академия художеств) byla umělecká vysoká škola v ruském Petrohradě. Existovala od do jejího zrušení bolševickou vládou roku 1918.

## Historie

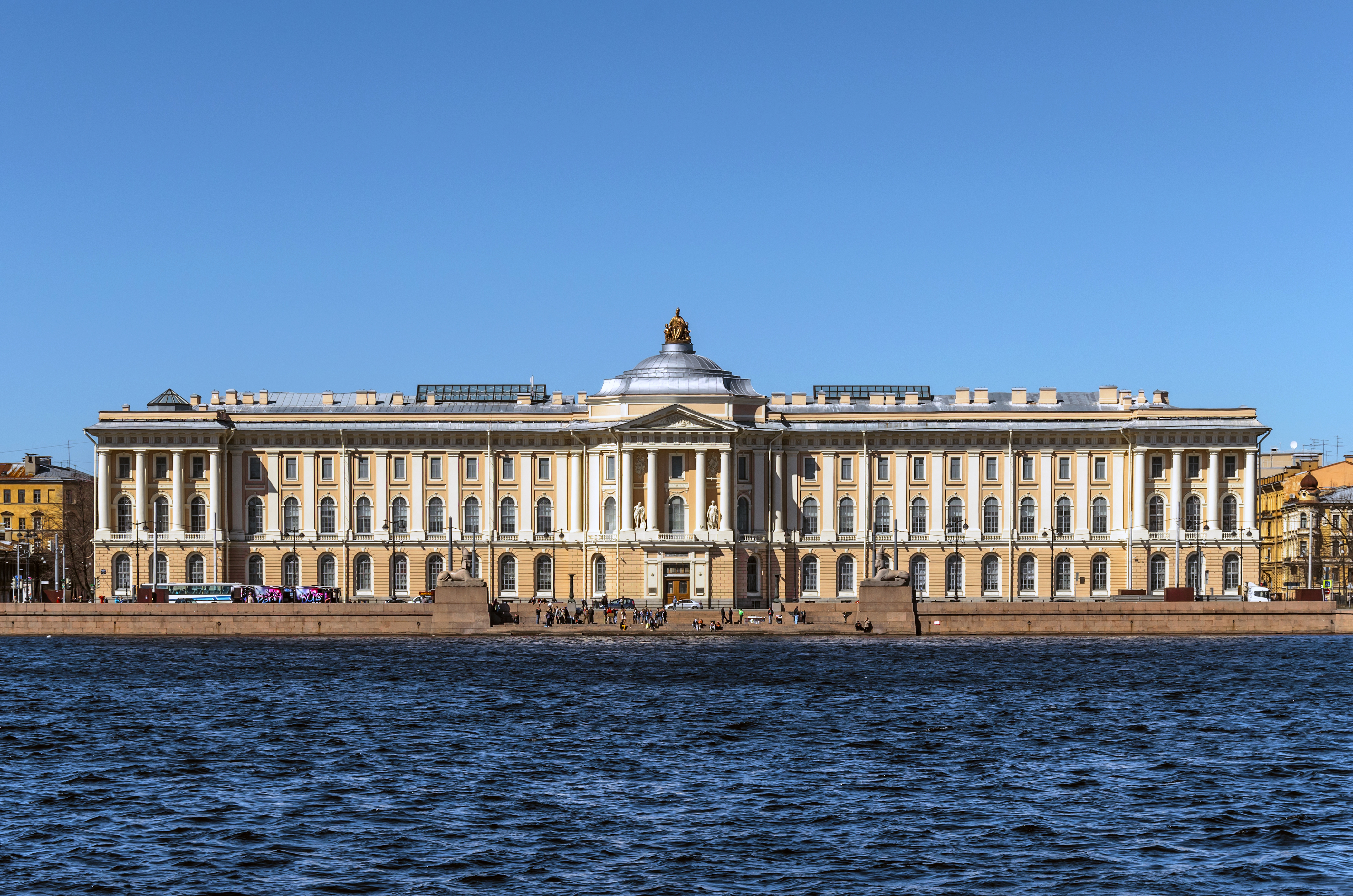
Budova Akademie, postavená v letech 1764–89. Architekti Jean-Baptiste Vallin de la Mothe a Alexandr Filipovič Kokorinov

Petrohradská akademie byla založena roku 1757, ačkoli Uměleckou akademii chtěl založit již Petr I. Veliký, ale plán uskutečnil až hrabě Ivan Ivanovič Šuvalov po panovníkově smrti. Původně se škola nazývala Akademie tří nejvznešenějších umění, byla součástí Moskevské univerzity (Šuvalov školu původně plánoval otevřít v Moskvě) a sídlila v Šuvalovově paláci. 
Roku 1764 Kateřina II. Veliká školu přejmenovala na Carskou akademii umění a nechala pro ni postavit vlastní budovu na břehu Něvy proti Zimnímu paláci. Budova byla ovšem dokončena až po 25 letech.
Kromě toho, že akademie byla nejdůležitější uměleckou školou Ruska, kde vystudovala většina významných ruských malířů té doby, zároveň fungovala jako ministerstvo kultury – vydávala v této oblasti předpisy a vyznamenávala umělce. Vlastnila také významné umělecké sbírky.
Na činnost Carské akademie dnes navazuje Ruská akademie umění.

## Osobnosti akademie

### Studenti
- Nikolaj Leonťjevič Benois
- Stanisław von Chlebowski
- Orest Adamovič Kiprenskiij
- Viktor Alexandrovič Hartmann
- Grigorij Grigorjevič Mjasojedov
- Alexandr Nikanorovič Pomerancev
- Pavel Petrovič Sokolov
- Kazimierz Stabrowski
- Fjodor Petrovič Tolstoj

### Čestní členové
- 1861: Johann Wilhelm Cordes
- 1861: Friedrich Adolf Hornemann
- 1862: Martin Ivanovič Eppinger